# Colotis aurora
Colotis aurora (лат.) — вид бабочек из семейства Белянок (Pieridae). Встречается в Азии и Африке. Подвид Colotis aurora aurora распространён в Индии и Шри-Ланке. Другой подвид, Colotis aurora evarne, встречается в Африке, и Южной Аравии.
Среду обитания составляют саванны и заросли кустарников. Личинки питаются различными видами Каперсовых, включая Cadaba fruticosa.
Вид был описан энтомологом Питером Крамером в 1780 году как Papilio aurora.

## Описание
Верхняя сторона тела самцов имеет чисто белый цвет. Передние крылья испещренны чёрными чешуйками у основания; широкое верхнее оранжево-жёлтое пятно, внутренний край которого прямой и имеет небольшую кайму цвета гуммигут; пятно иногда без крапинок, но часто имеет чёрное пятнышко на нижнем внутреннем крае, которое может распространяться или не распространяться на край крыла ниже оранжевого. Задние крылья самца имеют чёрные пятна на вершинах жилок, которые отличаются по размеру и заканчиваются на темени.
Усики, голова, грудь и брюшко чёрные; усики с белыми крапинками по бокам, голова и грудь покрыты коротким серовато-коричневым пушком; снизу пальпы, грудь и брюшко белые.
Самка имеет окраску, сходную с самцом, и отличается от самца следующими признаками: верхняя сторона передних крыльев: основание и коста более сильно испещрены серовато-черными чешуйками; верхняя область чёрная, с тремя закрытыми удлиненными оранжевыми пятнами; внутренний край чёрной области неравномерно синусовидный и диффузный, расширен коротко внутрь в промежутке 3; поперечное чёрное пятно через середину промежутка 1. Задние крылья: основание покрыто более редкими, чем передние крылья, серовато-чёрными чешуйками; у нескольких экземпляров имеется неясная поперечная задняя дискальная фасция. Подкрыловой валик: отметины сходны с таковыми у самца, но гораздо шире, сильнее выражены и заметнее; поперечные пунцовые полосы и точки многочисленнее. Антенны, голова, грудь и брюшко как у самца.

## Подвиды
- Colotis aurora aurora
- Colotis aurora evarne (Klug, 1829)